# Pseudopammene
Pseudopammene là một chi bướm đêm thuộc phân họ Tortricinae của họ Tortricidae.

## Các loài
- Pseudopammene fagivora Komai, 1980